# 차오시원
차오시원(중국어: 曹曦文, 병음: Cáo Xīwén, 한자음: 조희문, 1983년 11월 16일~)은 중화인민공화국의 배우이다. 

## 작품 목록

### 드라마
- 2010년 《삼국》 - 채부인 역
- 2010년 《서유기》 - 고취란 역
- 2011년 《미인천하》 - 소완완 역
- 2018년 《여의전》
- 2018년 《우리의 찬란한 시간》
- 2019년 《봉혁》
- 2020년 《청평악》